# Steve Peacocke
James Stephen Peacocke (Dubbo, Nueva Gales del Sur; 30 de octubre de 1981), más conocido como Steve Peacocke, es un actor británico-australiano, que dio vida a Darryl Braxton en la serie Home and Away. 

## Biografía
Es hijo de Gareth y Sylvia Peacocke, tiene un hermano mayor Luke Peacocke y una hermana.
Estudió en la Universidad de Newcastle, mientras estudiaba practicó rugby pero tuvo que dejarlo después de sufrir varias lesiones.
Es buen amigo de los actores Dan Ewing, Lincoln Younes y Catherine Mack-Hancock.
Desde 2005 Steve sale con la actriz Bridgette Sneddon. La pareja se comprometió en el 2013 y se casaron durante una ceremonia privada el 24 de diciembre de 2014.

## Carrera
En 2008 obtuvo un pequeño papel en la película Emerald Falls, protagonizada por las actrices Georgie Parker y Ella Scott Lynch. 
En 2010 apareció como invitado en la serie Rake, donde dio vida a Michael Warner, y ese mismo año participó en los cortometrajes The Robbery y The Black Dog. 
Más tarde apareció en la película Burning Man protagonizada por el actor Anthony Hayes.
El 16 de febrero de 2011 se unió al elenco de la exitosa y aclamada serie australiana Home and Away, donde interpretó al problemático surfista Darryl "Brax" Braxton, el hermano de mayor de Heath, Casey y Kyle, hasta el 10 de junio de 2015. En agosto del 2015 se anunció que Steven regresaría a la serie brevemente para interpretar nuevamente a Brax durante un episodio más tarde ese mismo año, su última aparición fue el 16 de febrero de 2016.
En 2014 se unió al elenco de la película norteamericana Hercules: The Thracian Wars donde interpretó a Stephanos.
En febrero de 2016 se unió al elenco principal de la serie Wanted donde interpreta al detective Josh Levine, un oficial de la policía que está intentando encontrar a una mujer.
Ese mismo año apareció en la película Me Before You, en donde interpreta a Nathan, el enfermero y amigo de Will Traynor (Sam Claflin), un joven hombre que queda confinado a una silla de ruedas luego de sufrir un accidente. Ese mismo año también apareció en la película Fun House donde dio vida al guardaespaldas Nic.

## Filmografía

### Series de televisión
| Año             | Serie                 | Personaje        | Notas                    |
| --------------- | --------------------- | ---------------- | ------------------------ |
| 2016 - presente | Wanted                | Det. Josh Levine | 18 episodios             |
| 2011 - 2016     | Home and Away         | Darryl Braxton   | 665 episodios            |
| 2010            | Rake                  | Michael Warner   | episodio "R vs Marx"     |
| 2009            | Packed to the Rafters | Mesero           | episodio "Belonging"     |
| 2007            | All Saints            | Zeb Hall         | episodio "Balancing Act" |

### Películas
| Año  | Título                               | Personaje            | Notas                                                                                          |
| ---- | ------------------------------------ | -------------------- | ---------------------------------------------------------------------------------------------- |
| 2019 | Danger Close: The Battle of Long Tan | Lt. Adrian Roberts   | junto a Travis Fimmel, Luke Bracey, Richard Roxburgh y Nicholas Hamilton                       |
| 2016 | Cooped Up                            | Mike                 |                                                                                                |
| 2016 | Me Before You                        | Nathan               | junto a Emilia Clarke, Sam Claflin, Jenna Coleman, Charles Dance, Janet McTeer y Matthew Lewis |
| 2016 | Fun House                            | Nic                  | junto a Tina Fey, Nikolaj Coster-Waldau, Martin Freeman, Alfred Molina y Billy Bob Thornton    |
| 2014 | Hercules: The Thracian Wars          | Stephanos            | junto a Dwayne Johnson, John Hurt, Ian McShane, Joseph Fiennes y Rufus Sewell                  |
| 2011 | Burning Man                          | Paramédico           | junto a Anthony Hayes                                                                          |
| 2010 | The Robbery                          | Interrogador         | corto - junto a Adam Boys                                                                      |
| 2010 | The Black Dog                        | Steven               | corto - junto a Bridgette Sneddon y Kerri Tutton                                               |
| 2008 | Cue Howard                           | Sir William Delamere | corto - junto a Tony Allen y Paul Denny                                                        |
| 2008 | Emerald Falls                        | Caminante            | junto a Ella Scott Lynch, Vince Colosimo, Andrew McFarlane y Georgie Parker                    |
| 2006 | Suburban Mayhem                      | Asistente de Tienda  | junto a Anthony Hayes                                                                          |

### Teatro
| Año  | Obra                   | Personaje | Director(a) | Teatro            | Notas                                                                                        |
| ---- | ---------------------- | --------- | ----------- | ----------------- | -------------------------------------------------------------------------------------------- |
| 2010 | Stories from the 428   | -         | Zoe Carides | Sidetrack Theatre | junto a Kailah Cabanas, Daniel Fischer, Felix Gentle, Jan Langford-Penny y Bridgette Sneddon |
| -    | Brand Spanking New     | -         | -           | -                 | -                                                                                            |
| -    | A Property of the Clan | Ricko     | -           | -                 | -                                                                                            |

## Premios y nominaciones
| Año  | Categoría                                 | Premio             | Serie/Obra             | Resultado |
| ---- | ----------------------------------------- | ------------------ | ---------------------- | --------- |
| 2016 | Best Actor                                | Silver Logie Award | Home and Away          | Nominado  |
| 2015 | Most Popular Actor                        | Logie Award        | Home and Away          | Ganó      |
| 2015 | Most Popular Personality on Australian TV | Gold Logie Award   | Home and Away          | Nominado  |
| 2014 | Most Popular Actor                        | Silver Logie Award | Home and Away          | Nominado  |
| 2014 | Most Popular Personality on TV            | Gold Logie Award   | Home and Away          | Nominado  |
| 2013 | Best Daytime Star                         | Inside Soap Award  | Home and Away          | Ganó      |
| 2013 | Most Popular Actor                        | Silver Logie Award | Home and Away          | Ganó      |
| 2013 | Most Popular Personality on TV            | Gold Logie Award   | Home and Away          | Nominado  |
| 2012 | Most Popular New Male Talent              | Logie Award        | Home and Away          | Ganó      |
| 2004 | Best Portrayal                            | CONDA Award        | A Property of the Clan | Ganó      |